# Bumirejo (Lendah)
Bumirejo is een bestuurslaag in het regentschap Kulon Progo van de provincie Jogjakarta, Indonesië. Bumirejo telt 8048 inwoners (volkstelling 2010).